# مادريد (نيويورك)
مادريد (بالإنجليزية: Madrid, New York)‏ هي بلدة أمريكية تقع في الولايات المتحدة في مقاطعة سانت لورنس، نيويورك. يقدر عدد سكانها بـ 1,735 نسمة ومساحتها 138.8 كم2 وترتفع عن سطح البحر 94 متر.